# Limba hausa
Hausa (/ˈhaʊsə/) (hausa: Harshen Hausa) este limba cu cel mai mare număr de vorbitori din Africa Subsahariană. Este limba nativă a 43 de milioane de oameni din nordul Nigeriei, Niger și în comunități dispersate de imigranți și comercianți în orașe mari din Africa de Vest. Dialectul vorbit în Statul Kano din Nigeria este considerat forma standard a limbii. În prezent, hausa este vorbită preponderent ca limbă secundară și se răspândește rapid ca lingua franca. Este folosită pe scară largă în scopuri guvernamentale, educaționale, literare și comerciale.

## Clasificare
Hausa aparține ramurii occidentale a limbilor ciadice, care la rândul lor aparțin familiei limbilor afro-asiatice.

## Distribuție geografică
Vorbitorii nativi de hausa, poporul hausa, se găsesc în principal în Niger, nordul Nigeriei și Ciad. Mai mult, limba este folosită ca lingua franca de vorbitorii non-nativi din majoritatea Nigeriei de Nord și a Nigerului de Sud și ca limbă comercială în regiuni întinse din Africa de Vest (Benin, Ghana, Camerun, Togo și Coasta de Fildeș) și Sudan.

## Dialecte

### Dialecte tradiționale
Dialectele estice includ Dauranchi în Daura, Kananci în Kano, Bausanchi în Bauchi, Gudduranci în Katagum, Misau și o parte din Statul Borno și Hadejanci în Hadejia. Cele vestice includ Sakkwatanci în Sokoto, Katsinanci în Katsina, Arewanci în Gobir, Adar, Statul Kebbi și Statul Zamfara și Kurhwayanci în Kurfey (Niger). Katsinanci este un dialect de tranziție între dialectele estice și cele vestice. Dialectele nordice sunt Arewa și Arawci. Zazzaganci în Zazzau este principalul dialect sudic.
Dialectele Dauranchi și Kananci sunt considerate standard. BBC, Deutsche Welle, Radio France Internationale și Voice of America oferă servicii în hausa pe site-urile lor internaționale de știri folosind dialectele Dauranchi și Kananci.

### Dialectele cele mai nordice și pierderea tonalității
Dialectele Kurhwayanci, Daragaram și Aderawa reprezintă limita tradițională cea mai nordică a comunităților native hausa. Acestea sunt vorbite în nordul Sahelului și în regiunile medio-sahariene din vestul și centrul Nigerului (Tillabéri, Tahoua, Dosso, Maradi, Agadez și Zinder). Comprehensibile cu alte dialecte, îndeosebi Sakkwatanci și într-o măsură mai mică Gaananci, dialectele cele mai nordice au mici diferențe gramaticale și lexicale din cauza contactului frecvent cu populațiile zarma și tuareg și a schimbărilor culturale datorate diferențelor geografice dintre zonele de pășune și cele de deșert. Aceste dialecte au calitatea de a fi netonale sau cu accent de înălțime.

### DialectulGaananci
Dialectul Gaananci, vorbit în Ghana, Togo și vestul Coastei de Fildeș, este un dialect-bloc distinct al limbii hausa. Dialecte cu mai puțini vorbitori se găsesc înspre vest, în unele părți din Burkina Faso și în districtele Haoussa Foulane, Badji Haoussa, Guezou Haoussa și Ansongo din nord-estul Mali (aici hausa este recunoscută ca limbă minoritară de guvernul malian). Gaananci formează un grup separat de dialecte vestice, în contrast cu cele deja menționate, deoarece se află în afara zonei unde hausa este limba dominantă și se deosebește, de obicei, prin folosirea lui c pentru ky și a lui j pentru gy. Această deosebire este atribuită faptului că populația hausa din Ghana descinde din negustorii hausa–fulani stabiliți în cartierele zongo ale marilor orașe comerciale (în particular Tamale, Salaga, Bawku, Bolgatanga, Achimota, Nima și Kumasi) din vechile regate Așanti, Gonja și Dagomba, care se întindeau din Sahel până la zonele de coastă. 
Gaananci prezintă influențe flexionare vădite din limbile zarma, gur, dioula și soninke, de vreme ce Ghana este cea mai vestică zonă în care limba hausa este o lingua franca majoră, precum și cea mai vestică zonă în care grupurile etnice hausa și zarma locuiesc în număr mare. Din această cauză, Gaananci a fost izolat din punct de vedere istoric de restul dialectelor limbii hausa. În ciuda diferenței, asemănările gramaticale dintre Sakkwatanci și Gaananci arată că dialectul și originea populației hausa din Ghana sunt legate de regiunea nord-vestică vorbitoare de hausa care înconjoară orașul Sokoto.
Hausa este, de asemenea, vorbită de musulmanii non-nativi gur și mandé din Ghana, dar diferă de Gaananci și are caracteristici care se aseamănă mai degrabă cu dialectele non-native hausa.

## Fonologie

### Consoane
Hausa are între 23 și 25 de foneme consonantice în funcție de vorbitor:
|                   |           | Bilabială | Alveolară | Postalveolară | Dorsală   | Dorsală | Dorsală | Glotală |
| frontală          | simplă    | Bilabială | Alveolară | Postalveolară | rotunjită |         |         | Glotală |
| ----------------- | --------- | --------- | --------- | ------------- | --------- | ------- | ------- | ------- |
| Nazală            | Nazală    | [m]       | [n]       |               |           |         |         |         |
| Plozivă/ Africată | implozivă | [ɓ]       | [ɗ]       |               |           |         |         |         |
| Plozivă/ Africată | sonoră    | [b]       | [d]       | ([d])[ʒ]      | [ɟ]       | [ɡ]     | [ɡʷ]    |         |
| Plozivă/ Africată | fină      |           | [t]       | [tʃ]          | [c]       | [k]     | [kʷ]    | [ʔ]     |
| Plozivă/ Africată | ejectivă  |           | ([t])[sʼ] | ([tʃʼ])       | [cʼ]      | [kʼ]    | [kʷʼ]   |         |
| Fricativă         | sonoră    |           | [z]       |               |           |         |         |         |
| Fricativă         | fină      | [ɸ]       | [s]       | [ʃ]           |           |         |         | [h]     |
| Sonantă           | Sonantă   |           | [l]       |               | [j]; [j̰]  |         | [w]     |         |
| Rotică            | Rotică    |           | [r]       | [ɽ]           |           |         |         |         |

### Vocale

Diagrama vocalelor în hausa

Hausa are cinci vocale, care pot fi scurte sau lungi; un total de 10 monoftongi. În plus, există patru vocale alăturate (diftongi); un total de 14 foneme vocalice.

### Tonuri
Limba hausa are reguli precise în ceea ce privește repartizarea tonurilor. Fiecare din cele cinci vocale poate avea ton jos, ton înalt sau ton descendent. În hausa standard, tonul nu este marcat. În materialele lingvistice și pedagogice recente, tonul este marcat prin diacritice:
- à, è, ì, ò, ù – ton jos: accent grav (`);
- â, ê, î, ô, û – ton descendent: accent circumflex (ˆ).

Accentul acut (´) poate fi folosit pentru tonul înalt, dar practica obișnuită este de a lăsa tonul înalt nemarcat.

## Sisteme de scriere

### Boko(latin)
Ortografia oficială modernă a limbii hausa se bazează pe alfabetul latin și se numește boko (literalmente „carte”). A fost introdusă în anii 1930 de administrația colonială britanică.
| A a | B b | Ɓ ɓ | C c  | D d | Ɗ ɗ | E e   | F f | G g     | H h | I i | J j    | K k  | Ƙ ƙ  | L l |
| --- | --- | --- | ---- | --- | --- | ----- | --- | ------- | --- | --- | ------ | ---- | ---- | --- |
| /a/ | /b/ | /ɓ/ | /tʃ/ | /d/ | /ɗ/ | /e/   | /ɸ/ | /ɡ/     | /h/ | /i/ | /(d)ʒ/ | /k/  | /kʼ/ | /l/ |
| M m | N n | O o | R r  | R̃ r̃ | S s | Sh sh | T t | Ts ts   | U u | W w | Y y    | Ƴ ƴ  | Z z  | ʼ   |
| /m/ | /n/ | /o/ | /ɽ/  | /r/ | /s/ | /ʃ/   | /t/ | /(t)sʼ/ | /u/ | /w/ | /j/    | /ʔʲ/ | /z/  | /ʔ/ |

Litera ƴ este folosită doar în Niger; în Nigeria este scrisă ʼy. Tonul, lungimea vocalei și distincția dintre /r/ și /ɽ/ (care nu există pentru toți vorbitorii) nu sunt marcate în scris. Astfel, de exemplu, /daga/ „din” și /daːɡaː/ „bătălie” sunt ambele scrise daga.

### Ajami(arab)
Hausa a fost scrisă, de asemenea, în ajami, un alfabet arab, încă de la începutul secolului al XVII-lea. Prima lucrare cunoscută ca fiind scrisă în hausa este Riwayar Nabi Musa a lui Abdullahi Suka în secolul al XVII-lea. Nu există un sistem standard de folosire a ajami, unele litere putând avea valori diferite. Vocalele scurte sunt scrise de obicei cu ajutorul harakat, un sistem de diacritice rareori folosit în textele arabe, altele decât Coranul.
| أ             | ب   | ب‬/ٻ  | ت       | ث     | ج             | ح          | خ           |
| ------------- | --- | ---- | ------- | ----- | ------------- | ---------- | ----------- |
| alif da hamza | ba  | ɓa   | ta      | ca    | jim           | ha kʼarami | ha mai ruwa |
| [aː]          | [b] | [ɓ]  | [t]     | [tʃ]  | [(d)ʒ]        | [h]        | [h]         |
| د             | ذ   | ر    | ر       | ز     | ط             | ظ          | ڟ           |
| dal           | zal | ra   | r̃a      | zaira | ʼda mai hannu | zadi       | tsa         |
| [d/ɗ]         | [z] | [r]  | [ɽ]     | [zˤ]  | [d]           | [zˤ]       | [(t)sʼ]     |
| ک             | ل   | م    | ن       | ص     | ﺽ             | ع‬          | غ           |
| kaf           | lam | mim  | nun     | sodi  | lodi          | ain        | angai       |
| [k]           | [l] | [m]  | [n]     | [s]   | [l]           | [ʔ]        | [g]         |
| ف             | س   | ش    | ة       | و‬     | ي             |            |             |
| fa            | sin | shin | ha kuri | waw   | ya            |            |             |
| [ɸ]           | [s] | [ʃ]  | [h]     | [w]   | [j/ʔʲ]        |            |             |

### Alte sisteme
Hausa este una din cele trei limbi indigene ale Nigeriei, care a fost adaptată în Braille.
Cel puțin alte trei sisteme de scriere pentru hausa au fost propuse sau descoperite. Niciunul dintre acestea nu este utilizat activ în afară de, probabil, unele persoane:
- un alfabet hausa despre care se presupune că este de origine antică, astăzi folosit în nordul regiunii Maradi, Niger;[12]
- o scriere care a apărut odată cu publicațiile grupului Raina Kama în anii 1980;[13]
- o scriere numită tafi care a fost propusă în anii 1970.[14]